# Antoni Seró Gine
Seró  Gine est un nom espagnol. Le premier nom de famille, en général paternel, est Seró ; le second, en général maternel, souvent omis, est Gine.
Antoni Seró Giné ou Toni Seró, né le 6 décembre 1982, est un attaquant espagnol de rink hockey. Il évolue en 2019 au sein du club de Quévert après avoir joué trois saisons à Saint-Omer.

## Parcours sportif

### Espagne
Il commence le rink hockey dans le club catalan de Junéda puis à l'âge de 17 ans, il rejoint le PAS Alcoy dans la province d'Alicante. 
Il joue ensuite pour le club de Lleida ainsi que pour Noia. 

### France
En 2013, il décide de quitter l'Espagne pour venir jouer dans le championnat français au sein de Quévert. Pour son premier championnat de France et attendu comme un maillon fort de l'équipe de Quévert, il inscrit 53 buts en championnat et devient le meilleur buteur de la saison.

La saison suivante, il est muté dans le club de Saint-Omer. 

### Palmarès
En 2014, il remporte le championnat France avec le club de HC Quévert.